# Ulga na złe długi
Ulga na złe długi – możliwość skorygowania przez wierzyciela podstawy opodatkowania VAT oraz podatku należnego z tytułu dostawy towarów lub świadczenia usług na terytorium kraju w przypadku wierzytelności, których nieściągalność została uprawdopodobniona. Nieściągalność wierzytelności uważa się za uprawdopodobnioną w przypadku, gdy wierzytelność nie została uregulowana lub zbyta w jakiejkolwiek formie w ciągu 90 dni od dnia upływu terminu jej płatności określonego w umowie, lub na fakturze.

## Rozliczenie w podatku dochodowym
W kontekście podatku dochodowego wierzyciel może zmniejszyć podstawę opodatkowania o zaliczaną do przychodów należnych wartość wierzytelności, która nie została uregulowana lub zbyta w odpowiednim terminie. 
Zmniejszenia podstawy opodatkowania dokonuje się, jeżeli do dnia złożenia zeznania podatkowego wierzytelność nie została uregulowana lub zbyta, w zeznaniu podatkowym składanym za rok podatkowy, w którym upływa 90 dni od dnia upływu terminu zapłaty określonego na fakturze (rachunku) lub w umowie.
Wierzytelności odliczone od podstawy obliczenia podatku dochodowego jako ulga na złe długi nie podlegają zaliczeniu do kosztów podatkowych na podstawie innych przepisów ustaw o podatku dochodowym, a zaliczone do kosztów podatkowych nie podlegają odliczeniu od podstawy opodatkowania.

## Rozliczenie w VAT
Wierzyciel,  w związku z zastosowaniem ulgi na złe długi,  ma prawo do skorygowania VAT należnego, natomiast dłużnik zobowiązany jest do skorygowania odliczonego VAT. Wierzyciel musi spełnić następujące warunki:
1. dostawa towaru lub świadczenie usług jest dokonana na rzecz podatnika zarejestrowanego jako podatnik VAT czynny, niebędącego w trakcie postępowania restrukturyzacyjnego, postępowania upadłościowego lub w trakcie likwidacji,
2. na dzień poprzedzający dzień złożenia deklaracji podatkowej, w której dokonuje się korekty:
  - wierzyciel i dłużnik są podatnikami zarejestrowanymi jako podatnicy VAT czynni,
  - dłużnik nie jest w trakcie postępowania restrukturyzacyjnego, postępowania upadłościowego lub w trakcie likwidacji.

Dodatkowo, z ulgi na złe długi można skorzystać, gdy od daty wystawienia faktury dokumentującej wierzytelność nie upłynęły 2 lata, licząc od końca roku, w którym została wystawiona.